# Râul Valea Vinului, Rebra
Râul Valea Vinului este un curs de apă, afluent al râului Rebra. 